# Mine de Tia Maria
La mine de Tia Maria est une mine à ciel ouvert de cuivre située à dans la province d'Islay dans la région de Moquegua, au Pérou. Elle est portée par Southern Copper, filiale de Grupo Mexico,.
La mine, comprenant deux fossés d'exploitations, prévoit obtenir un permis de construction en 2018 et avoir une production de 120 000 tonnes par an, pour un total prévu sur l'ensemble de sa durée d'exploitations de 1,2 milliard de tonnes de minerai extraits. Le projet induirait un investissement de 1,4 milliard de dollars pour une concession de 18 ans sur 33 000 hectares,.
Le projet est le sujet d'une forte opposition locale qui critique son utilisation et son impact sur l'eau de la vallée du Tambo, situé dans un milieu aride, en concurrence avec les besoins de l'agriculture locale. Cette opposition a contraint le projet à s'arrêter entre 2011 et 2014, après que trois personnes sont mortes durant ces protestations. L'état d'urgence est décrété dans les provinces d'Islay et de Mollendo en mai 2015 à la suite de manifestations contre la mine de Tia Maria, ayant fait 3 nouveaux morts.